# Етьєн-Габрієль Мореллі
Етьєн-Габрієль Мореллі (1717—1778) — французький соціаліст-утопіст і письменник. 
Про Мореллі мало що відомо. Вважається, що він жив у містечку Вітрі-ле-Франсуа та працював учителем. З ім'ям Мореллі пов'язані вісім книг, виданих у 1743-1778 роках. Ще в його сучасників авторство більшості цих книг викликало сумніви.
Достовірно відомо, що Мореллі написав дві книги про освіту та критику Монтеск'є. Також він вважається (можливо, помилково) автором «Кодексу природи», який був виданий анонімно у Франції в 1755 році. Ця книга, джерело мислення для пізніших соціалістичних і комуністичних мислителів, критикувала суспільство свого часу, пропагувала соціальний порядок без убогості та пропонувала конституцію, яка мала б вести до егалітарного суспільства без майна, шлюбу, церкви чи поліції.